# Raparna caeruleotincta
Raparna caeruleotincta är en fjärilsart som beskrevs av Rothschild 1916. Raparna caeruleotincta ingår i släktet Raparna och familjen nattflyn. Inga underarter finns listade.